# Магнітна сприйнятливість гірських порід

Рис. – Схема електромагнітного ізодинамічного сепаратора СІМ-1.
1 – бункер; 2 – регулятор поперечного кута нахилу; 3 – блок полюсних наконечників; 4 – сепараційний жолоб; 5 – збірники мінералів; 6 – регулятор подовжнього кута нахилу; 7 – регулятор струму у магнітній системі.

Магнітна сприйнятливість гірських порід (рос. магнитная восприимчивость горных пород, англ. magnetic susceptibility of rocks; нім. Magnetisierbarkeit f der Gesteine, Magnetisierfähigkeit f der Gesteine) — характеризує здатність гірських порід до намагнічення під дією магнітного поля. Визначається головним чином вмістом включень феромагнітних мінералів (в осн. мінералів титаномагнетитової групи).
Питома магнітна сприйнятливість деяких мінералів
(за В. В. Кармазиним) 10−7 м3/кг
Сильномагнітні породи:
Магнетит — Fe3O4; (FeO·Fe2O3) — 6300—12000
Маґгеміт — Fe2О3 — 5000—6000
Титаномагнетит — Fe(Fe3+,Ti)2O4 — 3000—4000
Піротин — Fe1-xS (х= 0÷0,2) — 63—570
Мартит — Fe2O3 — 70—90
Слабомагнітні
Гематит — Fe2O3 — 20—30
Лімоніт — Fe2O3·nH2О — 2 — 3
Сидерит — FeCO3 — 6 — 7
Ільменіт — (Mg, Fe)TiO3 — 14—34
Манґаніт — MnO2·Mn(OH)2 — До 6,3
Піролюзит — MnO2 — До 4
Вольфраміт — (Fe, Mn)WO4 — 8—12
Доломіт — CaMg(CO3)2 — До 3,4
Немагнітні
Кварц — SiO2 — —0,025
Польовий шпат — (Na, К, Са) [AlSi3O8] — 0,630
Апатит — Са5(РО4)3(Р, ОН, С1) — 0,126
Пірит — FeS2 — 0,126
Рутил — TiO2 — 0,250
На величину М.с. впливає також форма і розмір зерен феромагнітних мінералів, розташування зерен один відносно одного. Для г.п. найістотніше значення має початкова М.с. (в слабому магнітному полі). Загалом найбільш високими значеннями М.с. характеризуються залізисті кварцити (до 0,2). У інтрузивних гірських породах, де вміст оксидів заліза зростає при збільшенні основності, М.с. збільшується від кислих до основних (у гранітів в осн. не перевищує 10−5, а у габро досягає 10−2). Ультраосновні гірські породи характеризуються найбільш широким діапазоном зміни сприйнятливості: від слабко до дуже сильно магнітних, причому їх серпентинізація приводить до сильного збільшення сприйнятливості (до 10−2). У метаморфічних гірських порід М.с. як правило, невелика і не перевищує 5•10−6. Найменшими значеннями сприйнятливості характеризуються хемогенні осадові породи (до 3•10−7).
Для визначення магнітної сприйнятливості застосовують пондеромоторний метод Фарадея, метод Гюї, а також електромагнітний ізодинамічний сепаратор. Сепаратор складається із сильного магніту з довгими полюсами такої конфігурації, що забезпечує однорідність магнітного поля у зазорі, куди поміщений вібролоток із немагнітного матеріалу. Спочатку при вибраних куті нахилу лотка та струмі у обмотках електромагніту визначають постійну сепаратора С з використанням матеріалу. Якщо узяти речовину з відомою магнітною сприйнятливостю χ0 та при рівності гравітаційної і магнітної сил визначити кут нахилу лотка α в і величну струму у обмотках електромагніту І, то постійну сепаратора С можна розрахувати.